# Bulbostylis curassavica
Bulbostylis curassavica är en halvgräsart som först beskrevs av Nathaniel Lord Britton, och fick sitt nu gällande namn av Georg Kükenthal och Erik Leonard Ekman. Bulbostylis curassavica ingår i släktet Bulbostylis och familjen halvgräs. Inga underarter finns listade i Catalogue of Life.